# Нападение людей-кукол
«Нападение людей-кукол» (англ. Attack of the Puppet People), в Великобритании известен под названием «Шесть дюймов ростом» (англ. Six Inches Tall) — американский чёрно-белый научно-фантастический фильм ужасов 1958 года.

## Сюжет
Фабрика по производству кукол Dolls Inc. принадлежит и управляется мистером Францем, у которого есть коллекция очень реалистичных кукол, хранящихся в стеклянных ёмкостях в витрине на стене. На работу в эту компанию секретарём устраивается Салли Рейнольдс. Там она знакомится с коммивояжёром Бобом Уэстли, у них вспыхивают чувства друг к другу, через несколько недель мужчина делает девушке предложение руки и сердца и просит бросить работу. Боб говорит, что лично сообщит об этом мистеру Францу, а на следующий день не выходит на работу. На расспросы Салли мистер Франц отвечает уклончиво и неубедительно, а девушка замечает новую куклу в его коллекции: очень похожую на её жениха. Салли идёт в полицию, утверждая, что мистер Франц уменьшил Боба и добавил его в свою коллекцию кукол. Сержант Патерсон выслушивает её скептически, пока Салли не называет имя секретаря, который предшествовал ей, и почтальона, который, как она слышала, исчез после визита в Dolls Inc.; оба этих человека ныне числятся пропавшими без вести.
Сержант Патерсон встречается с мистером Францем, но конкретных обвинений предъявить ему не может. Мистер Франц, несмотря ни на что, просит Салли не увольняться, а когда она отказывается продолжать работу под его началом, уменьшает её, с помощью специальной машины, до размеров куклы. Выясняется, что он использует изобретённую им самим «уменьшающую машину» против любого, кто пытается покинуть его. Все «куклы» в стеклянных цилиндрах — его бывшие друзья и коллеги, помещённые в анабиоз. Владелец фабрики «оживляет» Боба и четырёх других «кукол» в качестве компании для Салли.
Сержант Патерсон продолжает расследование: теперь, естественно, к списку пропавших без вести добавились Боб с Салли. Полицейский повторно допрашивает мистера Франца, и после этого разговора «безумный учёный» решает убить всех своих «кукол» и себя самого, понимая, что скоро будет схвачен полицией. Мистер Франц собирает свою коллекцию и приносит всех «кукол» в старый театр. Там он устраивает «последнюю вечеринку», заставляя «оживлённых кукол» играть «Доктора Джекилла и мистера Хайда». Человечкам удаётся кинуть мистеру Францу в кофе «анабиозную капсулу» и сбежать. Отделившись от остальных, Боб с Салли направляются в лабораторию мистера Франца, планируя вернуться за своими друзьями после использования «уменьшающей машины», чтобы восстановить себя в размерах. Хозяин фабрики прибывает в свою лабораторию, но Салли и Боб уже обычного роста. Пара отправляется в полицию, оставляя отчаявшегося мистера Франца одного.

## В ролях
- Джон Агар — Боб Уэстли, коммивояжёр
- Джон Хойт — мистер Франц, владелец кукольной фабрики
- Джун Кенни — Салли Рейнольдс, секретарша
- Майкл Марк[англ.] — Эмил
- Джек Косслин — сержант Патерсон
- Марлен Уиллис[англ.] — Лори
- Кен Миллер — Стэн
- Лори Митчелл — Джорджия Лейн
- Скотт Питерс — Мак
- Сьюзан Гордон[англ.] — Аньес
- Хэнк Паттерсон[англ.] — ночной управляющий
- Билл Хикмен[англ.] — полицейский (в титрах не указан)

## Производство и показ
American International Pictures решила срочно создать и выпустить этот фильм в связи с успехом ленты 1957 года «Невероятно уменьшающийся человек» кинокомпании Universal Pictures. Рабочим названием картины было «Фантастические люди-куклы» (англ. The Fantastic Puppet People), но в конечном итоге её название было изменено на «Нападение людей-кукол», чтобы сделать фильм более продаваемым, поскольку он предназначался в первую очередь для подростков.
Актриса-ребёнок Сьюзан Гордон является дочерью режиссёра, продюсера и сценариста данной ленты — Берта Гордона.
В связи со стилистикой фильма (миниатюрные люди) в нём широко использовались спецэффекты и крупногабаритный реквизит, созданный, в основном, художником и скульптором Полом Блейсделлом. Также в ленте активно использовалась техника «разделённый экран».
Премьера фильма состоялась в апреле 1958 года в паре с лентой «Война великана». В октябре 1961 года картина была впервые показана в Мексике и Франции.
В июне 1972 года в Уотергейте полицией были задержаны пятеро преступников. Это стало возможным потому, что находящийся «на подстраховке» Альфред Болдуин увлёкся просмотром «Нападения людей-кукол», транслировавшегося в то ночное время по телевизору, и не успел предупредить своих сообщников о прибытии полиции. Это происшествие оказало заметное влияние на так называемый Уотергейтский скандал.

## Критика
- Los Angeles Times. «…довольно хорошо сделанная второстепенная научная фантастика…»